# Lake Linden
Lake Linden è un villaggio degli Stati Uniti d'America, situato nello Stato del Michigan, nella contea di Houghton.